# Resonance (Computerspiel)
Resonance ist ein Point-and-Click-Adventure im Pixel-Art-Stil, das von XII Games produziert und von Wadjet Eye Games veröffentlicht wurde.

## Spielprinzip
Das Gameplay ist von der Bedienung her den Point-and-Click-Adventures der 1990er Jahre sehr ähnlich. Neu ist ein Erinnerungs-System: Kurz- oder Langzeiterinnerungen lassen sich mit Objekten verknüpfen, um Rätsel zu lösen. Es kann zwischen vier Protagonisten gewechselt werden.

## Handlung
Ein Teilchenphysiker verstirbt unter verdächtigen Umständen. Die Details seiner Entdeckung liegen in einem versteckten Tresor unter Verschluss. Der Assistent des Physikers, eine Ärztin, ein Polizist und ein Investigativjournalist versuchen diesen zu finden, bevor die Waffe in falsche Hände gerät.

## Entwicklung
Vince Twelve finanzierte das Spiel aus eigener Tasche und startete 2009 eine Kickstarter-Kampagne, um finanzielle Unterstützung zu erhalten. Die Animationen wurden von Shane Stevens beigesteuert. Die Hintergründe wurden von Nauris Krauze gezeichnet. Joshua Nuernberger steuerte weitere Designs hinzu. Nikolas Sideris war für den Soundtrack und die Soundeffekte zuständig. Deirdra Kiai schrieb Dialoge. Um das Spiel fertigzustellen, programmierte Janet Gilbert 8 Monate lang in Vollzeit.

## Rezeption
In Resonance stecke viel Feingefühl. Die Geschichte sei durchdacht. Die Kurzzeitgedächtnisfunktion mache genretypische gewöhnliche Unterhaltungen zu spannenden Denkaufgaben. Die Lösung der Rätsel ergebe sich wie in einem guten Buch aus der Handlung heraus. Der erzählerische Aufbau der Charaktere gehe kaum in die Tiefe. Die Handlungswendungen seien atemberaubend mutig auf dem Niveau von Final Fantasy VII, Knights of the Old Republic und BioShock. Die Handlung werfe jedoch mehr Fragen auf, als sie Antworten gibt. Die Rätsel in Resonance seien abwechslungsreich und stellenweise sehr kreativ. Sie bleiben nicht allzu anspruchsvoll, wirken aber auch nicht aufgesetzt oder deplatziert, sondern eher wie Probleme aus dem Alltag. Die Handlung sei fesselnd. Resonance habe ein Flair wie Gemini Rue. Die Präsentation berge Schwächen.

### Auszeichnungen
AGS Awards
- Best Game Created with AGS for 2012
- Best Original Story 2012
- Best Dialogue Writing 2012
- Best Gameplay 2012
- Best Puzzles 2012
- Best Background Art 2012
- Best Character Art 2012
- Best Animation 2012
- Best Music 2012
- Best Sound Effects 2012
- Best Voice Work 2012
- Best Programming 2012